# Ривервју (Јужна Каролина)
Ривервју (енгл. Riverview) насељено је место без административног статуса у америчкој савезној држави Јужна Каролина.

## Демографија
По попису из 2010. године број становника је 681, што је 27 (-3,8%) становника мање него 2000. године.
| Група             | 2000.       | 2010.       |
| Белци             | 679 (95,9%) | 626 (91,9%) |
| Афроамериканци    | 8 (1,1%)    | 12 (1,8%)   |
| Азијати           | 1 (0,1%)    | 12 (1,8%)   |
| Хиспаноамериканци | 12 (1,7%)   | 19 (2,8%)   |
| Укупно            | 708         | 681         |